# Laosat-1
Laosat 1 è il primo satellite del Laos.
Il satellite, con una massa al lancio di 5200 kg, è stato costruito dall'Accademia cinese di tecnologia spaziale per conto dell'Autorità nazionale per la scienza e tecnologia del Laos (NAST), emanazione del governo laotiano.
Il lancio è stato effettuato il 20 novembre 2015 dal Centro spaziale di Xichang in Cina con un razzo vettore Lunga Marcia 3B. Laosat 1, destinato alle telecomunicazioni, è stato posto in orbita geostazionaria, assicurando così copertura al territorio del Laos e a parte dell'Asia meridionale e sud-orientale. Il satellite è equipaggiato con 22 transponder, due dei quali saranno utilizzati dal Laos, mentre gli altri saranno affittati a clienti stranieri.
Attualmente il satellite è gestito dalla LAOSAT Company, società costituita nel febbraio 2016 dalla NAST laotiana e dalla compagnia cinese China Asia Pacific Mobile Telecommunications Satellite (China APMT).
Il satellite ha una durata programmata di 15 anni.